# Centro de planchado

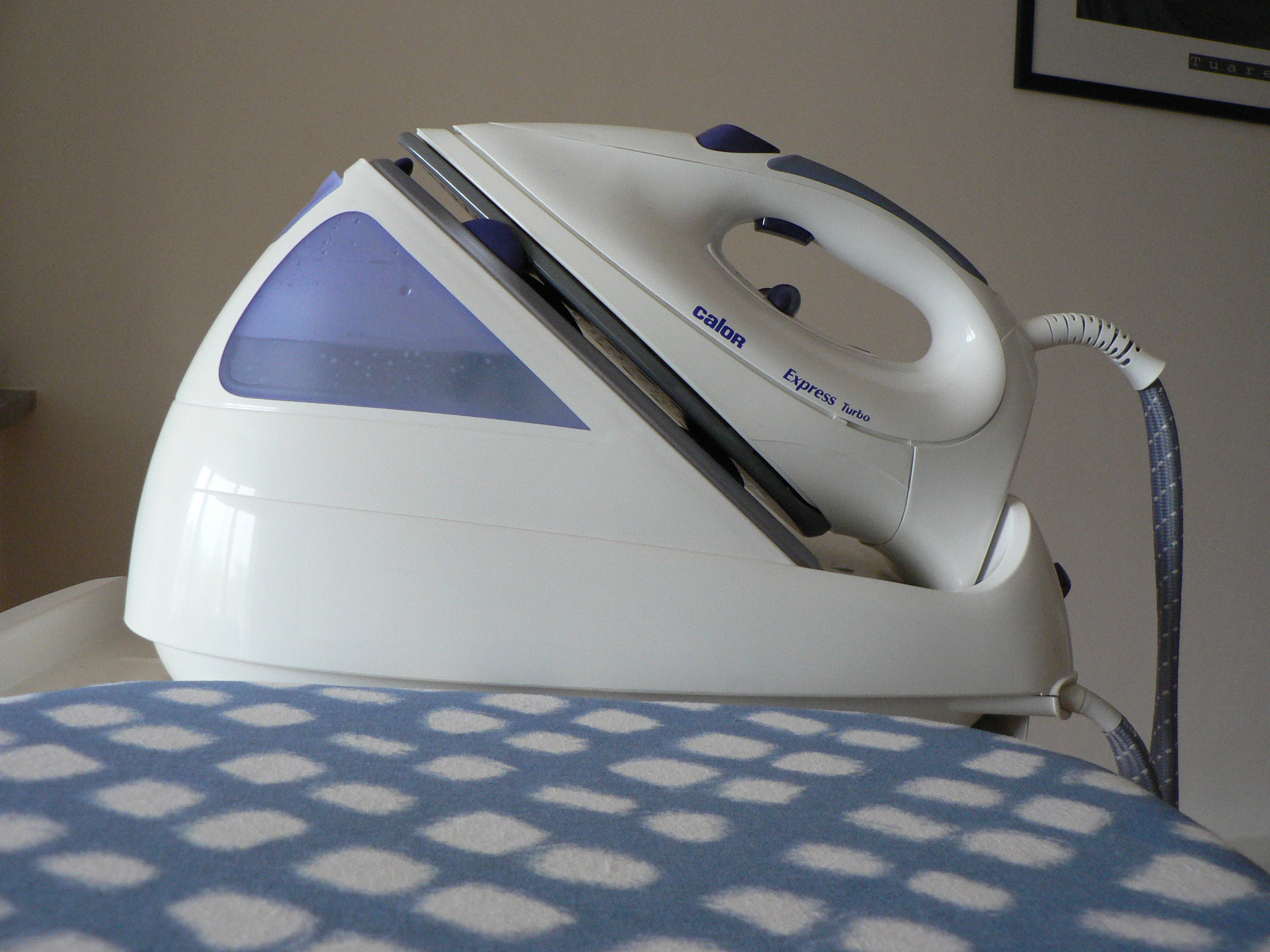
Estación de planchado al vapor.

Un centro de planchado, estación de vapor o estación de planchado al vapor es un conjunto  formado por una plancha de ropa y un generador-depósito de vapor independiente. Al tener un depósito de agua separado de la unidad de planchado son capaces de generar más vapor que una plancha de ropa convencional. Tal cantidad de vapor facilita la tarea del planchado. Los centros de planchado tardan más en calentarse que una plancha convencional y su precio es más elevado. 
- Datos: Q8343751